# Nami Havelková
Natálie „Nami“ Miroslava Havelková (* 2003/2004 Kladno) je česká herečka a operní zpěvačka, která v sedmi letech začala hrát v televizi, divadle, dětské opeře a dabovat. 

## Životopis
Pochází z Prahy. Od září 2013 studovala na víceletém gymnáziu v Praze.[kde?] Matka Danuše Havelková pracuje jako policejní komisařka. Strýc Tomáš Masák byl do roku 2013 členem sboru opery Národního divadla. 
Od pěti let navštěvovala pěvecký sbor Bambini di Praga. V sedmi letech hostovala na Pražské konzervatoři v titulní roli Malý princ (režie Natália Deáková). Poté začala chodit do Kühnova dětského sboru. Začala hrát v Národním divadle v inscenaci Prodaná nevěsta. Zahrála si ve hře Veselé paničky windsorské (režie Jiří Menzel). Navštětovala na hodiny zpěvu. Zpívala v dětské opeře Národního divadla. Studuje zpěv druhým rokem u pana profesora Mrázka. Zpívá ve sboru Českého rozhlasu.

## Filmografie
- Pohádka z cukřenky (2010)
- Sanitka 2 (2013)
- Poslední cyklista (2014) – židovská dívka Johana
- Trpaslík (2016)

## Divadelní role
Divadlo Hybernia (Centrum muzikálového herectví)
- Carpe diem, režie Jiří S. Richter – Nina[5]